# Classic Brugge-De Panne
Der Classic Brugge-De Panne (offiziell: Oxyclean Classic Brugge-De Panne) ist ein in Westflandern ausgetragenes Eintagesrennen im Straßenradsport. Von 1977 bis 2020 firmierte es unter dem Namen Driedaagse van De Panne (Drei Tage von De Panne).
Das Rennen wurde erstmals 1977 als dreitägiges Etappenrennen für Radprofis ausgetragen. Von 1979 bis 2017 fand es immer während der Woche direkt vor der Flandern-Rundfahrt Ende März / Anfang April statt und galt als wichtiges Vorbereitungsrennen für dieses Monument des Radsports. Das Rennen bestand gewöhnlich aus zwei normalen Etappen an den ersten beiden Tagen sowie am dritten Tag aus einer kürzeren Halbetappe am Vormittag sowie einem Einzelzeitfahren am Nachmittag. Seit 1995 gehörte es zur UCI Europe Tour und war in dessen höchste Kategorie 2.HC eingestuft. 
2018 verloren die Drei Tage von De Panne ihren traditionellen Termin vor der Flandern-Rundfahrt an das Eintagesrennen Quer durch Flandern. Da die Organisatoren keinen anderen Termin für ein mehrtägiges Radrennen in der eng getakteten Frühjahrs-Saison finden konnten, wandelten sie die Veranstaltung ab 2018 in je ein Eintagesrennen für Männer und Frauen um. Das Männerrennen war 2018 weiterhin hors categorie und wurde 2019 Teil der UCI WorldTour. Das Frauenrennen wurde in seinem ersten Jahr Teil der UCI Women’s WorldTour.
Veranstalter ist der Koninklijke Veloclub Panne Sportief (dt.: Königlicher Radsportklub Panne). Namensgebend sind die westflandrischen Kommunen Brügge und De Panne. Nachdem es in den Jahren zuvor immer wieder Probleme mit der Zielanfahrt in De Panne gegeben hatte, inklusive einer Reihe von Stürzen, soll das Rennen 2026 umgestaltet werden, in Brügge enden und den Namen Ronde van Brugge tragen.

## Sieger
| Jahr | Sieger                   | Zweiter                    | Dritter                     |
| ---- | ------------------------ | -------------------------- | --------------------------- |
| 1977 | Roger Rosiers            | Yvon Bertin                | Guido Van Sweevelt          |
| 1978 | Guido Van Sweevelt       | Jos Jacobs                 | Cees Priem                  |
| 1979 | Gustaaf Van Roosbroeck   | Marc Renier                | Guido Van Calster           |
| 1980 | Sean Kelly               | Gustaaf Van Roosbroeck     | Etienne Van der Helst       |
| 1981 | Jan Bogaert              | André Dierickx             | Jos Jacobs                  |
| 1982 | Gerrie Knetemann         | Daniel Willems             | Jean-Luc Vandenbroucke      |
| 1983 | Cees Priem               | Etienne De Wilde           | Michel Pollentier           |
| 1984 | Bert Oosterbosch         | Eric Vanderaerden          | Ferdi Van Den Haute         |
| 1985 | Jean-Luc Vandenbroucke   | Sean Kelly                 | Adrie van der Poel          |
| 1986 | Eric Vanderaerden        | Sean Kelly                 | Jean-Luc Vandenbroucke      |
| 1987 | Eric Vanderaerden        | Sean Kelly                 | Jean-Luc Vandenbroucke      |
| 1988 | Eric Vanderaerden        | Allan Peiper               | Frans Maassen               |
| 1989 | Eric Vanderaerden        | Jelle Nijdam               | Allan Peiper                |
| 1990 | Erwin Nijboer            | Johan Museeuw              | Gerrit Solleveld            |
| 1991 | Jelle Nijdam             | Frans Maassen              | Maximilian Sciandri         |
| 1992 | Frans Maassen            | Wjatscheslaw Jekimow       | Thierry Marie               |
| 1993 | Eric Vanderaerden        | Frans Maassen              | Edwig Van Hooydonck         |
| 1994 | Fabio Roscioli           | Dschamolidin Abduschaparow | Frans Maassen               |
| 1995 | Michele Bartoli          | Rolf Sørensen              | Gianluca Bortolami          |
| 1996 | Wjatscheslaw Jekimow     | Wilfried Peeters           | Olaf Ludwig                 |
| 1997 | Johan Museeuw            | Carlo Bomans               | Marco Milesi                |
| 1998 | Michele Bartoli          | Emmanuel Magnien           | Wjatscheslaw Jekimow        |
| 1999 | Peter Van Petegem        | Frank Vandenbroucke        | Denis Zanette               |
| 2000 | Wjatscheslaw Jekimow     | Romāns Vainšteins          | Sergei Walerjewitsch Iwanow |
| 2001 | Nico Mattan              | Erik Dekker                | Wjatscheslaw Jekimow        |
| 2002 | Peter Van Petegem        | Stefano Zanini             | George Hincapie             |
| 2003 | Raivis Belohvoščiks      | Gianluca Bortolami         | Peter Van Petegem           |
| 2004 | George Hincapie          | Danilo Hondo               | Gerben Löwik                |
| 2005 | Stijn Devolder           | Alessandro Ballan          | Nico Mattan                 |
| 2006 | Leif Hoste               | Bernhard Eisel             | Luis León Sánchez           |
| 2007 | Alessandro Ballan        | Joost Posthuma             | Bert Roesems                |
| 2008 | Joost Posthuma           | Manuel Quinziato           | Enrico Gasparotto           |
| 2009 | Frederik Willems         | Joost Posthuma             | Tom Leezer                  |
| 2010 | David Millar             | Andrij Hrywko              | Luca Paolini                |
| 2011 | Sébastien Rosseler       | Lieuwe Westra              | Michał Kwiatkowski          |
| 2012 | Sylvain Chavanel         | Lieuwe Westra              | Maciej Bodnar               |
| 2013 | Sylvain Chavanel         | Alexander Kristoff         | Niki Terpstra               |
| 2014 | Guillaume Van Keirsbulck | Luke Durbridge             | Gert Steegmans              |
| 2015 | Alexander Kristoff       | Stijn Devolder             | Bradley Wiggins             |
| 2016 | Lieuwe Westra            | Alexander Kristoff         | Alexei Luzenko              |
| 2017 | Philippe Gilbert         | Matthias Brändle           | Alexander Kristoff          |
| 2018 | Elia Viviani             | Pascal Ackermann           | Jasper Philipsen            |
| 2019 | Dylan Groenewegen        | Fernando Gaviria           | Elia Viviani                |
| 2020 | Yves Lampaert            | Tim Declercq               | Tim Merlier                 |
| 2021 | Sam Bennett              | Jasper Philipsen           | Pascal Ackermann            |
| 2022 | Tim Merlier              | Dylan Groenewegen          | Nacer Bouhanni              |
| 2023 | Jasper Philipsen         | Olav Kooij                 | Yves Lampaert               |
| 2024 | Jasper Philipsen         | Tim Merlier                | Danny van Poppel            |
| 2025 | Sebastián Molano         | Jonathan Milan             | Madis Mihkels               |